# Trogen
Trogen és un municipi del cantó d'Appenzell Ausser-Rhoden (Suïssa) i capital judicial d'aquest cantó, així com de la seu de la policia i de les escoles cantonals.

## Fills il·lustres
- Niklaus Aeschbacher (1917-1995) pianista, director d'orquestra i compositor.